# 木星特洛伊列表 (希臘營)
這是木星的特洛伊小行星清單。這些小行星位於木星軌道，在木星前方60°，細長、彎曲的L4拉格朗日點。
所有在領先的L4拉格朗日點的小行星，除了(624) 赫克特之外，都以特洛伊戰爭中希臘營的人物命名。相同的，在後隨的L5拉格朗日點特洛伊營，也有(617) 帕特羅克洛斯是希臘營的人物。
希臘營和特洛伊營的木星特洛伊小行星主要都繞著太陽運轉，但是它們彼此相隔約120°，因此在一段週期時間之後，一組將運行到太陽的後方，另一組就比較容易看見。
- 木星特洛伊列表 (希臘營) (1–100000)
- 木星特洛伊列表 (希臘營) (100001–200000)
- 木星特洛伊列表 (希臘營) (200001–300000)
- 木星特洛伊列表 (希臘營) (300001–400000)
- 木星特洛伊列表 (希臘營) (400001–500000)